# All-Star Game de la NBA 2005
El All-Star Weekend de la NBA del 2005 se disputó en la ciudad de Denver durante el fin de semana del 18 al 20 de febrero de 2005.
El viernes se disputó el partido de los Rookies y los Sophomores con victoria para estos últimos.
El sábado se disputaron los concurso de habilidades, mates y triples así como el Shooting Stars. El domingo se disputó el partido de las estrellas entre el Este y el Oeste con victoria también para los primeros.

## Viernes

### Rookie Challenge
- Rookies 106-133 Sophomores

| Rookies Plantilla 2005 |    |                           |                |                      |
| E                      | 42 | Bandera de Estados Unidos | Tony Allen     | (Boston Celtics)     |
| A/AP                   | 9  | Bandera de Sudán.         | Luol Deng      | (Chicago Bulls)      |
| E                      | 7  |                           | Ben Gordon     | (Chicago Bulls)      |
| B                      | 34 |                           | Devin Harris   | (Dallas Mavericks)   |
| AP/P                   | 12 |                           | Dwight Howard  | (Orlando Magic)      |
| E/A                    | 9  |                           | Andre Iguodala | (Philadelphia 76ers) |
| AP/P                   | 50 |                           | Emeka Okafor   | (Charlotte Bobcats)  |
| A                      | 5  |                           | Josh Smith     | (Atlanta Hawks)      |
| B                      | 14 |                           | Beno Udrih     | (San Antonio Spurs)  |

| Sophomores Plantilla 2005 |    |                           |                 |                       |
| A                         | 15 |                           | Carmelo Anthony | (Denver Nuggets)      |
| AP                        | 4  | Bandera de Estados Unidos | Chris Bosh      | (Toronto Raptors)     |
| AP                        | 40 |                           | Udonis Haslem   | (Miami Heat)          |
| B                         | 12 | Bandera de Estados Unidos | Kirk Hinrich    | (Chicago Bulls)       |
| E/A                       | 5  |                           | Josh Howard     | (Dallas Mavericks)    |
| A                         | 23 |                           | LeBron James    | (Cleveland Cavaliers) |
| A                         | 26 |                           | Kyle Korver     | (Philadelphia 76ers)  |
| B                         | 8  |                           | Luke Ridnour    | (Seattle SuperSonics) |
| E                         | 3  |                           | Dwyane Wade     | (Miami Heat)          |

- MVP del partido: Carmelo Anthony

## Sábado

### Shooting Stars
- Denver Nuggets (Andre Miller, Becky Hammon y Alex English)
- Phoenix Suns (Shawn Marion, Diana Taurasi y Dan Majerle)
- Detroit Pistons (Ronald Dupree, Swin Cash y Adrian Dantley)
- Los Angeles Lakers (Luke Walton, Lisa Leslie y Magic Johnson)

- VENCEDOR: Phoenix Suns

### Concurso de Habilidad
- Gilbert Arenas (Washington Wizards)
- Earl Boykins (Denver Nuggets)
- Steve Nash (Phoenix Suns)
- Luke Ridnour (Seattle SuperSonics)

- VENCEDOR: Steve Nash

### Concurso de Triples
- Ray Allen (Seattle SuperSonics)
- Joe Johnson (Phoenix Suns)
- Kyle Korver (Philadelphia 76ers)
- Voshon Lenard (Denver Nuggets)
- Vladimir Radmanović (Seattle SuperSonics)
- Quentin Richardson (Phoenix Suns)

- VENCEDOR: Quentin Richardson

### Concurso de Mates
| Jugador                      | 1.ª Ronda | Finales |
| ---------------------------- | --------- | ------- |
| Josh Smith (Atlanta)         | 95        | 100     |
| Amaré Stoudemire (Phoenix)   | 95        | 87      |
| J. R. Smith (New Orleans)    | 90        |         |
| Chris Andersen (New Orleans) | 77        |         |

## Domingo

### All-Star Game
- Conferencia Este 125-115 Conferencia Oeste

| Conferencia Este | Conferencia Este | Conferencia Este | Conferencia Este   | Conferencia Este      |
| Pos.             | N.º              | País             | Jugador            | Equipo                |
| ---------------- | ---------------- | ---------------- | ------------------ | --------------------- |
| B                | 0                |                  | Gilbert Arenas     | Washington Wizards    |
| E-A              | 15               |                  | Vince Carter       | New Jersey Nets       |
| A                | 33               |                  | Grant Hill         | Orlando Magic         |
| P                | 11               |                  | Žydrūnas Ilgauskas | Cleveland Cavaliers   |
| B                | 3                |                  | Allen Iverson      | (Philadelphia 76ers)  |
| E-A              | 23               |                  | LeBron James       | (Cleveland Cavaliers) |
| A                | 4                |                  | Antawn Jamison     | (Washington Wizards)  |
| AP               | 7                |                  | Jermaine O'Neal    | (Indiana Pacers)      |
| P                | 32               |                  | Shaquille O'Neal   | (Miami Heat)          |
| A                | 34               |                  | Paul Pierce        | (Boston Celtics)      |
| E                | 3                |                  | Dwyane Wade        | (Miami Heat)          |
| P                | 3                |                  | Ben Wallace        | (Detroit Pistons)     |

| Conferencia Oeste | Conferencia Oeste | Conferencia Oeste         | Conferencia Oeste | Conferencia Oeste        |
| Pos.              | N.º               | País                      | Jugador           | Equipo                   |
| ----------------- | ----------------- | ------------------------- | ----------------- | ------------------------ |
| E                 | 34                |                           | Ray Allen         | (Seattle SuperSonics)    |
| E                 | 8                 | Bandera de Estados Unidos | Kobe Bryant       | Los Angeles Lakers       |
| AP-P              | 21                |                           | Tim Duncan        | (San Antonio Spurs)      |
| AP                | 21                |                           | Kevin Garnett     | (Minnesota Timberwolves) |
| E                 | 20                | Bandera de Argentina.     | Emanuel Ginóbili  | (San Antonio Spurs)      |
| A                 | 7                 |                           | Rashard Lewis     | (Seattle SuperSonics)    |
| A                 | 31                | Bandera de Estados Unidos | Shawn Marion      | (Phoenix Suns)           |
| E-A               | 1                 |                           | Tracy McGrady     | (Houston Rockets)        |
| B                 | 13                |                           | Steve Nash        | (Phoenix Suns)           |
| A/AP              | 41                | Bandera de Alemania       | Dirk Nowitzki     | (Dallas Mavericks)       |
| P                 | 1                 | Bandera de Estados Unidos | Amare Stoudemire  | (Phoenix Suns)           |
| P                 | 11                |                           | Yao Ming          | (Houston Rockets)        |

| 20 de febrero de 2005 | Conferencia Oeste                                                          | 115–125      | Conferencia Este                                                                  | |  |
|                       | Parciales: 33–27, 26–34, 30–34, 26–30                                      |              |                                                                                   | |  |
|                       | Estadísticas Ray Allen 17 Amar'e Stoudemire and Tim Duncan 9 Kobe Bryant 7 | Pts Reb Asts | Estadísticas Allen Iverson and Jermaine O'Neal 15 LeBron James 8 Allen Iverson 10 | Pabellón: Pepsi Center, Denver, CO Asistencia: 18,227 espectadores Árbitros: - Bill Spooner - Jack Nies - Ken Mauer Televisión: TNT |  |

- MVP del Partido: Allen Iverson

- Datos: Q2533605